# Reformierte Kirche Bever

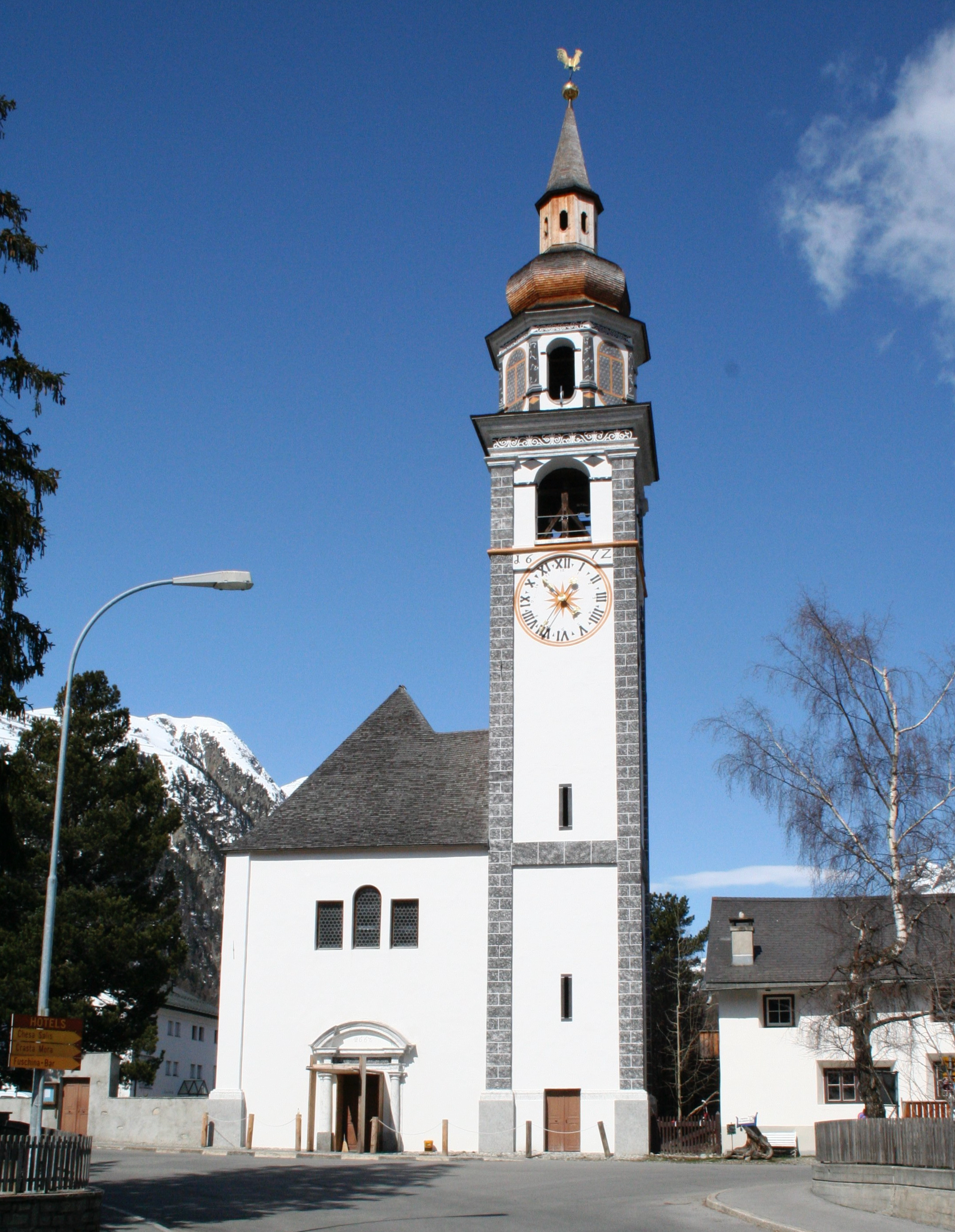
Reformierte Kirche Bever

Die reformierte Kirche in Bever im Oberengadin ist ein denkmalgeschütztes evangelisch-reformiertes Gotteshaus, das ursprünglich dem heiligen Jakob (rätoromanisch im Idiom Puter San Giachem) geweiht war.

## Geschichte
Ersturkundlich erwähnt wird eine Kirche 1334 als ecclesia Sti. Jacobi. Eine weitere Nennung findet sich 1370. Diese Vorgängerkirche hatte den Eingang an der mit Fresken geschmückten Westwand. Über dem Chor im Osten bestand wohl ein Tonnengewölbe. 1501 wurde diese Kirche umgebaut. Im Nebenpatrozinium sind die Heiligen Christophorus und Sebastian genannt. Die zeitliche Nähe dieses Um- oder Neubaus zum Schwabenkrieg (1499) könnte auf Zerstörungen auch in Bever hinweisen. Gesicherte Belege gibt es keine. 1523 ist eine Jakobsbruderschaft in Bever belegt.
Nach Ende der Bündner Wirren entstand 1665–1667 unter Beibehaltung der Westwand eine grosse chorlose barocke Saalkirche mit Walmdach. Baumeister waren Giovanni Caserin und Francesco Pancera aus der Valle Maggia. Als Vorbild hinsichtlich Detailgestaltung und Ornamentierung galt die Reformierte Kirche Santa Trinità (Castasegna). Die Kirche ist jetzt nach Westen ausgerichtet, der Eingang im Osten. 1670–1673 bauten Franceso Pancera und Giacomo Cornet einen neuen Kirchturm nach barockem Vorbild. 1852/1853 wurde die Empore mit Orgel und Kanzel eingebaut. Es folgten Renovationen und Anpassungen in den Jahren 1886, 1899, 1952 1966–1969 (inklusive archäologische Grabungen und Freilegung der Fresken) und 2004–2010 eine umfangreiche Aussen- und Innenrenovation. Am 3. Oktober 2009 wurde nach achtjähriger Renovationszeit die Wiedereröffnung der auch mit Geldern der Reformationskollekte 2005 unterstützten Kirche gefeiert.

## Ausstattung
Der Kirchturm mit achteckigem Obergeschoss und Laternenzwiebel ist mehrfarbig – entsprechend dem ursprünglichen Zustand – bemalt.
Der rechteckige Predigtraum, der vielleicht später über dem Eingang eine Empore erhielt und seit dem 19. Jahrhundert an der Schauwand eine Orgelempore mit angebauter Kanzel zeigt, folgte reformierter homiletischer Tradition. Der in Weiss gehaltene Raum ist durch Eck- und Mittelpilaster sowie Stuckgesims strukturiert. Ein Tonnengewölbe mit vier Stichkappen bedeckt den Raum. Am Deckenscheitel befinden sich zwischen den Stichkappen zwei rechteckige Stuckrahmen mit goldenen Sternen auf blauem Grund (Himmelsfenster). In Holz gearbeitet sind die Bänke, das umlaufende Brusttäfer und die geschweifte Brüstung der Empore, die auf der linken Seite zur bauchigen Kanzel vorgezogen ist. An der Brüstung sind das Wappen des heiligen Jakob und Wappen von Bever. Neben dem Lesepult der Kanzel ist eine alte Sanduhr mit schmiedeeiserner Halterung und vier Gläsern. Kanzel und Empore aus waren im 19. Jahrhundert blau marmoriert und mit Feldern und mit von Draperien umgebenden Orgelpfeifen dekoriert.
Eine erste Orgel stand vor dem Umbau des 19. Jahrhunderts vermutlich auf einer Empore über dem Eingang. Diese Orgel – 1759 von der Familie Pool geschenkt – war vielleicht eine holländische Orgel. Diese Orgel war für die Grösse er Kirche akustisch zu schwach. Man liess sie mit neuen Registern vergrössern, was das Instrument aber völlig unbrauchbar machte. Daraufhin baute 1852/1853 Franz Zimmermann, ein Orgelbauer aus München eine neue Orgel. 1922 reparierte J. Metzler (Vater und Söhne), Felsberg die Orgel. Zwei Jahre später renovierte Jakob Metzler die Orgel und baute eine neue Mechanik ein. Eine Analyse, Bericht und Empfehlungen von Willi Lippuner im Jahr 1961 legte wohl die Grundlage für die nachfolgende Restaurierung von 1967. 1967 wurde das Instrument von Metzler Orgelbau, Dietikon restauriert und mit einem neuen Gehäuse versehen. Die Manuallade und acht von neun Registern sowie der Prospekt blieben erhalten. 1997 renovierte die Orgelbaufirma Felsberg das Werk. Dabei wurde die Mixtur gemildert und die Stimmtonhöhe auf 444 Hz gebracht. Die Orgel hat ein Manual, Pedal, neun Register und mechanische Trakturen.

## Glocken
1518 soll die Inschrift einer Glocke «O REX GLORIE XPE VENI NOBIS CUM PACE – AVE MARIA GRACIA PLENO ANNO DOMINI MCCCCCXV IAR» gelautet haben. Was mit ihr geschah und ob 1670 neue Glocken angeschafft wurden, ist unbekannt. 1886 wurden im Zuge der Kirchenrenovation drei neue Glocken der Firma Theus, Felsberg gekauft. Theus wurde die alte kleine Glocke, sain pitschen, überlassen. Das Geld für die grosse Glocke brachten damals Private auf. Bereits 1859 spendete Florio Biveroni eine grössere Summe, die 1886 von Maria Orlandi-Gilli, Barbla Zamboni und Peter Eduard Jenny aufgerundet wurde.
Im Kirchturm hängen drei Glocken in den Tönen f′ – a′ – c″. Sie bilden einen F-Dur-Dreiklang. Alle drei Glocken stammen von Theus Felsberg und zeigen das Gussjahr 1886. Glockenstuhl: In der unteren Glockenstube hängen in je einem Fach nebeneinander die beiden grösseren Glocken. In der oberen Glockenstube ist die kleine Glocke untergebracht. Sie hängt genau mittig vor den Schallfenstern. Die beiden zweckmässig gebauten Holzglockenstühle sind nicht miteinander verbunden. Die kleine Glocke ist vom unteren Glockenstuhl aus über ein Bretterpodest und eine aufzurichtende Leiter zu erreichen. Joche: Massive Holzjoche von einheitlicher Bauart. Die Seitenabschlüsse der Kopfhölzer sind nach aussen geschwungen. Die Joche sind mit je drei stählernen Tragbändern ausgerüstet. Glockenklöppel: Die Ballen sind birnenförmig, die schwalbenschwanzartigen Vorschwünge sind achtfach abgekantet. Alle Klöppel sind mit Absturzsicherungen, d. h. mit längs umlaufenden Stahlseilen ausgerüstet. Um den fortschreitenden Verschleiss durch die Klöppelschläge zu vermeiden, wurden die Glocken um 90° auf neue, unverbrauchte Anschlagstellen gedreht. Uhrschlag: Die beiden grösseren Glocken sind mit neueren, gut geformten und am Aufschlag gerundeten Schlaghämmern ausgerüstet. Die Hammerprellung erfolgt mit Spiralfedern. Der Uhrschlag wird mechanisch, d. h. vom Uhrwerk aus in Bewegung gesetzt. Form der drei Glocken: Gekehlte Kronenplatte, leicht gewölbte und leicht abfallende Haube. Der Übergang zur Schulter mit schmaler Rundung. Relativ weit ausladender Wolm. Schmal gerundeter Übergang vom Wolm zum Schlagring.
Die grosse Glocke
Schlagton f′ + 9. Durchmesser 116 cm. Schräge Höhe 90 cm. Höhe inklusive Krone: 113 cm. Gewicht ca. 950 kg. Krone: Sechs Henkel in Doppelkreuzstellung, deren Vorderseiten verziert mit bärtigem Männerkopf über stehendem Akanthusblatt. Hals: Fries aus Lambrequin mit unterschiedlichen Blüteneinsätzen, am unteren Rand mit Bord, behängt mit Quasten. Geometrisch betonter Masswerkfries aus Rauten mit Vierpässen, in stilisierte, abhängende Lilien auslaufend. Flanke: Symmetrisches Gebinde aus Hülsenfrüchten, in der Mitte eine grosse Blüte. Zwischen einem Eichen- und einem Lorbeerzweig GEMEINDE 1886 BEVERS (die Worte nach oben bzw. nach unten gebogen). Auf gleicher Höhe prangend: Gebinde aus Eichenblättern und Eicheln (oben) und Blumengebinde (unten). Dazwischen: DEDICHOS DA F. BIVERONI, MARIA ORLANDI – GILLY, B. ZAMBONI, P. E. IENNY. Dann (oben) ein symmetrisches Gebinde aus Körnerfrüchten, in der Mitte eine grosse Blüte und (unten) ein vierteiliges, kreuzförmig angeordnetes Gebinde aus Körnerfrüchten, in der Mitte eine kleine Blüte. Dazwischen die Worte GLORIA A DIEU, PESCH SÜN TERRA. Wolm: Zwischen je einem Grat und einem Rundsteg ein Kettenfries aus Perlen. Am Schlagring: Zwischen zwei Bändern nach Zeigearm die Worte GEGOSSEN VON GEBR. THEUS IN FELSBERG 1886.
Die mittlere Glocke
Schlagton a′ – 4. Durchmesser 93 cm. Schräge Höhe 73,5 cm. Höhe inklusive Krone: 92 cm. Gewicht ca. 500 kg. Krone: Sechs Henkel in Doppelkreuzstellung, deren Vorderseiten verziert mit bärtigem Männerkopf über stehendem Akanthusblatt. Hals: Fries aus Lambrequins mit unterschiedlichen Blüteneinsätzen, am unteren Rand Bord, behängt mit Quasten. Flanke: Figürliche Darstellung zwei einander zugewandter Engel, eine Krone haltend. Die Inschrift GEMEINDE 1886 BEVERS (die Worte nach oben bzw. nach unten gebogen) mit vierteiligem, kreuzförmig angeordnetem Gebinde aus Körnerfrüchten, in der Mitte eine kleine Blüte. Auf gleicher Höhe prangend: Gebinde aus Eichenblättern und Eicheln (oben) und symmetrisches Gebinde aus Körnerfrüchten, in der Mitte eine grosse Blüte. Wolm: Zwischen zwei Rundstegen Wellenranke mit Blättern und grossen Blüten. Am Schlagring zwischen zwei Bändern: GEGOSSEN VON GEBR. THEUS IN FELSBERG 1886.
Die kleine Glocke
Schlagton c″ – 6. Durchmesser 77 cm. Gewicht ca. 280 kg. Krone: Sechs Henkel in Doppelkreuzstellung, deren Vorderseiten verziert mit bärtigem Männerkopf über stehendem Akanthusblatt. Hals: Girlande. Wolm: Fries aus Blumenranken. Am Schlagring zwischen zwei Bändern: GEGOSSEN VON GEBR. THEUS IN FELSBERG 1886.
Von diesen Glocken wurde 2022 durch einen Glockensachverständigen ein Glockeninventar nach den Grundsätzen des Bundesamtes für Bevölkerungsschutz, Kulturgüterschutz erstellt.

## Fresken
1966–1969 wurden an der westlichen Aussenwand Fresken freigelegt und durch Oskar Emmenegger restauriert. Die al fresco gemalten Bilder sind einzigartige Zeugnisse gotischer Wandmalerei im Oberengadin. In drei Bildern zeigen diese den Kampf Georgs mit dem Drachen, Michael als Seelenwäger und Christophorus. Die Bilder stammen aus der Mitte des 14. Jahrhunderts und wurden wohl vor dem Kirchenumbau des 17. Jahrhunderts übertüncht und zum Teil durch den neu gebauten Turm geschützt. Wer die Bilder gemalt hat, ist nicht bekannt.
Georgs Drachenkampf
Ein doppeltes Zackenband und zwei Rahmenstriche umgeben das Bild. Links der heilige Georg in voller Rüstung, aufrecht im Kampfsattel sitzend. In der rechten Hand eine Lanze, mit der er auf den Drachen einsticht. In der linken ein Dreiecksschild mit Malteserkreuz. Das Untier schlingt den mehrfach gewundenen Schwanz um die Hinterbeine des Pferdes. Gegenüber steht die Jungfrau. Sie hält die um den Hals des Drachen geschlungene Leine in den gefalteten Händen und blickt mit geneigtem Kopf auf das Untier. Sie trägt elegantes Unter- und Obergewand (wie dieses um 1350 Mode war). Im Rücken der Jungfrau eine Quadermauer mit bekrönenden Schwalbenschwanzzinnen. An der Brüstung zeigen sich zwei königliche Gestalten, das Kampfgeschehen kommentierend. Dahinter eine weitere Gestalt. Es wurde vermutet, dass es sich dabei um die heilige Corona (Patronin des Geldes und der Schatzgräber) handelt, was aber nicht belegt ist.
Michael Seelenwäger
Am oberen Bildrand vier eigenartige, halb pflanzliche, halb tierische Gebilde in Kreuzform. Das Bild zeigt den seelenwägenden Erzengel Michael im Kampf mit seinem Widersacher. In der erhobenen Rechten hält der Erzengel einen Speer, mit dem er seinem Gegner in die Seite stösst. In der Linken trägt er die Waage mit zwei Körben, in denen zwei Gewogene stecken. Der Gewogene rechts blickt mit verzerrtem Gesicht zum Teufel hin und rauft sich die Haare. Der Erlöste links hält die Hände betend vor seine Brust; die Waage neigt sich zu seinen Gunsten. Satan erscheint in muskulöser, wild behaarter Menschengestalt mit Krallenfüssen, Bockshörnern und Katzenohren. Er versucht den Waagbalken auf seiner Seite niederzudrücken. Seine Linke packt einen Verdammten, der, nackt und hilflos, zwischen den Beinen des Peinigers baumelt.
Christophorus
Das Bild zeigt einen frontal dargestellten, jugendlichen und bärtigen Christophorus, der den sitzenden Christus auf der linken Schulter trägt.
Das Georgsbild wurde um die Mitte des 14. Jahrhunderts von einem unbekannten Meister gemalt. Dessen stilistische Heimat kann in Oberitalien vermutet werden. Die beiden anderen Bilder, vor allem der Christophorus, könnten etwas später entstanden sein, und zeigen untereinander erhebliche stilistische Unterschiede (Rahmungen, Gesichtsbildung).

## Friedhof
Westlich und südlich der Kirche grenzt der eingefriedete Friedhof an die Kirche. An der Friedhofsmauer zur Strasse hin findet sich das Epitaph von Rudolf Fl. Planta (1787–1863) und seines Sohnes, dem Chronisten Giorgio Planta (1818–1876) und der Familie Tognoni. An der Kirchenmauer angebracht sind Epitaphe der Familie Orlandi und des langjährigen Pfarrers Jakob Bonom (1731–1808), dem Grossvater von Nann’ Engel. An der nördlichen Friedhofsmauer sind Epitaphe der Familien Bivrum, Tach, Klainguti und an der westlichen Friedhofsmauer der Grabstein von Maria von Muralt-Pool (1780–1863) sowie die Epitaphe der Familien von Salis, Jenny, Tognoni, Guidon und Zamboni. In der südwestlichen Ecke finden sich die Grabmäler der bedeutenden Beverser Familie Biveroni.

## Kirchliche Organisation
Auf der Basis der Ilanzer Artikel erlaubten die Drei Bünde am 21. März 1527, dass sich Bever von der Mutterkirche in Samedan löste und eine eigene Pfarrei wurde. Bever trat im Jahre 1552 unter Pietro Paolo Vergerio zum evangelischen Glauben über. Erster Pfarrer wurde Petrus Parisotus aus Vicosoprano.
Innerhalb der evangelisch-reformierten Landeskirche Graubünden bildete Bever, das bis Ende 2011 eine Pastorationsgemeinschaft mit La Punt Chamues-ch bildete und seit 2012 mit diesem Dorf zu einer Kirchgemeinde mit Namen Las Agnas fusioniert war, eine eigenständige Kirchgemeinde. Seit 2017 gehört Bever zur Evangelisch-reformierten Kirchgemeinde Oberengadin (romanisch: Baselgia evangelica-refurmeda Engiadin'Ota), umgangssprachlich Refurmo genannt.

## Galerie

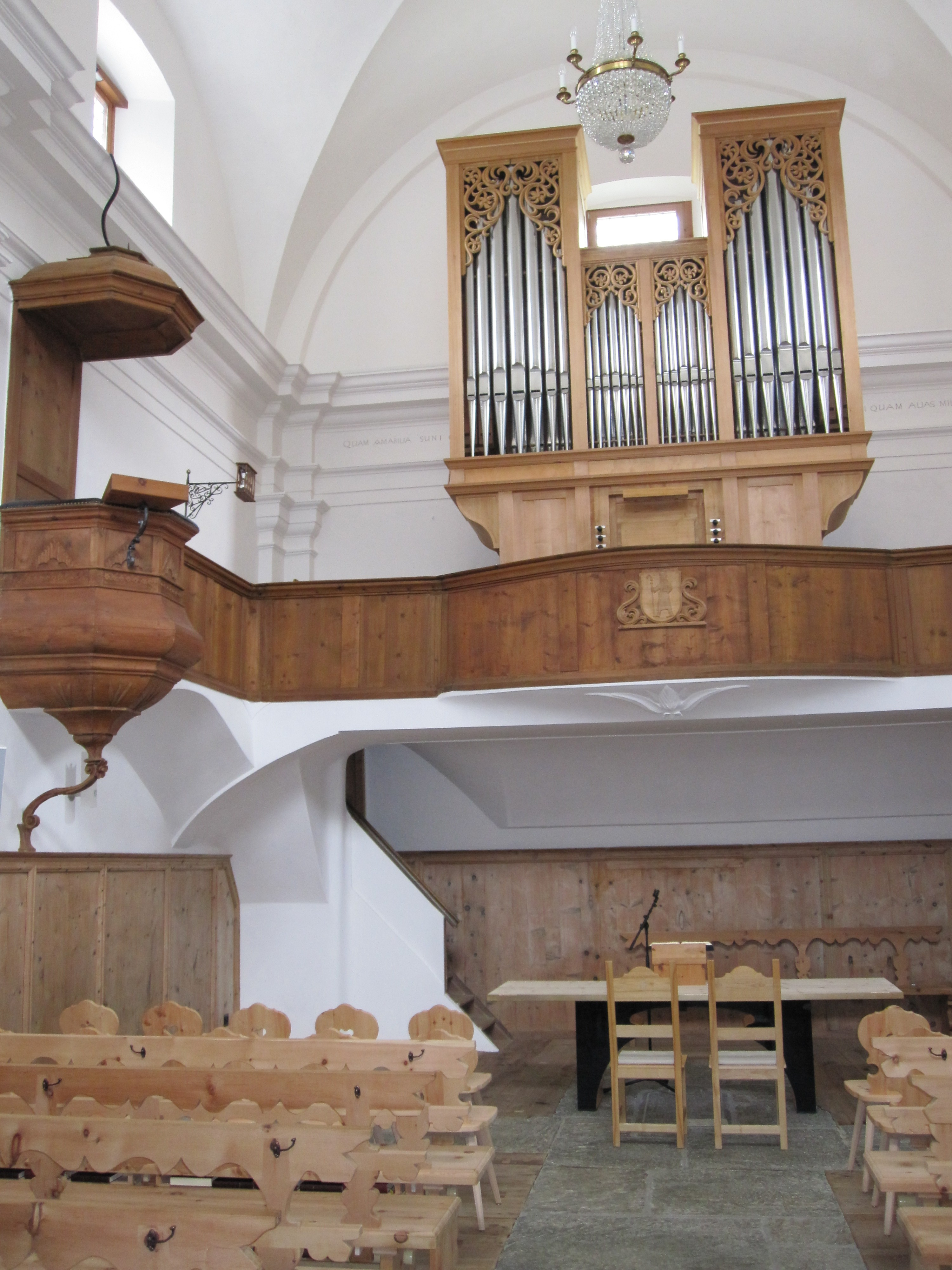
Kircheninneres mit eigenwilliger Komposition von Kanzel und Orgel auf der Empore
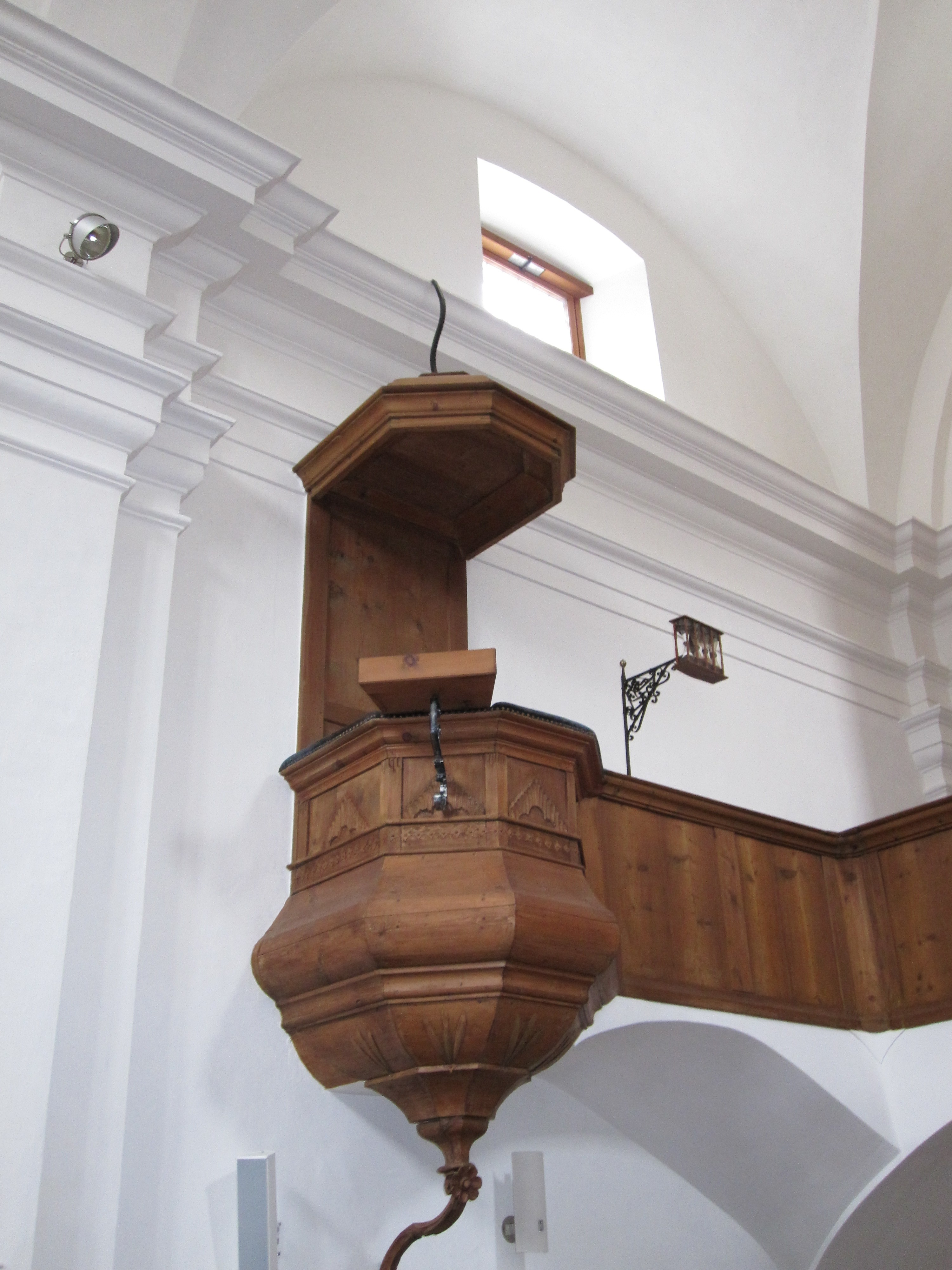
Kanzel
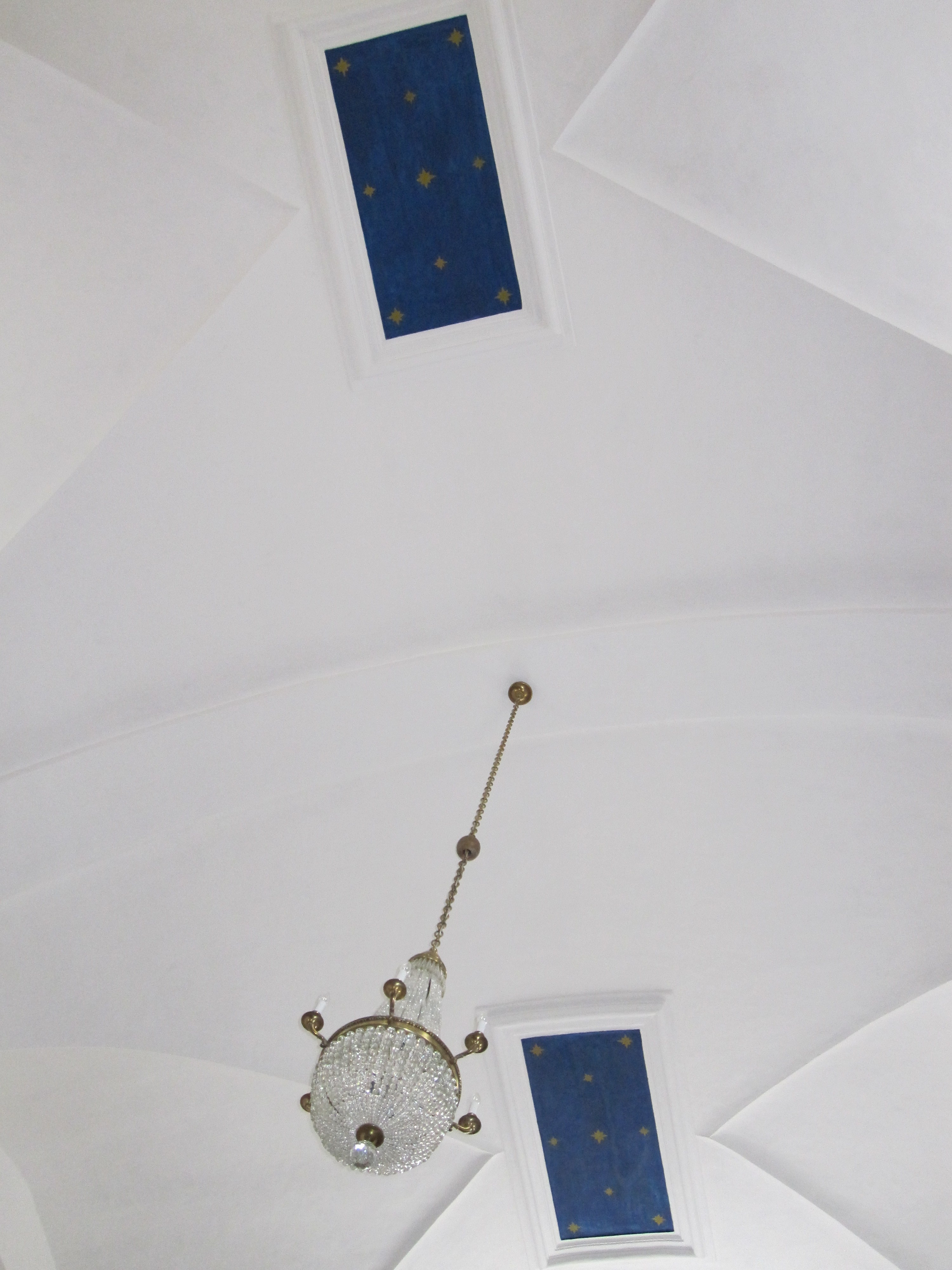
Deckengewölbe mit Leuchter und «Himmelsfenstern»